# Ch'ol
El ch'ol, és una llengua maia parlada pels chols, que habiten principalment en l'estat mexicà de Chiapas (sobretot en els municipis de Palenque, Tila, Tumbalá, Sabanilla, Salto de Agua, Playas de Catazajá i Yajalón) encara que existeix una comunitat important en el municipi de Balancán a Tabasco.
El grup cholan de la família maia és considerat com un conjunt de llengües bastant conservadores. S'ha sostingut que aquesta llengua, juntament amb el chontal i el ch'ortí, estaria relacionada amb el maia clàssic. S'estan emetent programes de ràdio en ch'ol des de l'emissora XEXPUJ-AM des de Xpujil a Campeche, patrocinada per la CDI.

## Dialectes
- Ch'ol de Tila, parlat per gairebé 44 mil persones, amb un índex de 25% de monolingüisme. Aquesta varietat es parla principalment en el municipi de Tila, a Chiapas.
- Ch'ol de Tumbalá, parlat per 90 mil persones en el municipi de Tumbalá, també a Chiapas. L'índex de monolingüisme dels parlants d'aquesta varietat és de 30% aproximadament.

## Morfologia i sintaxi
El ch'ol, com les altres llengües maies, és una llengua aglutinant, és a dir, que aglutina a un radical (verb, substantiu o adjectiu), marques d'agent (el que realitza l'acció verbal), de subjecte (el posseïdor de l'objecte o relació personal), a través d'un sistema de sufixos i prefixos.

## Numerals
El sistema de numeració ch'ol és vigesimal (es va explicant a partir de múltiples de 20), igual com succeeix amb les altres llengües maies, i en general, amb les altres llengües mesoamericanes. La raó obee al fet que aquestes llengües basen el seu sistema numèric a partir del nombre de dits que posseeix l'ésser humà. Els vint primers nombres són:
1 jump'ej
2 cha'p'ej
3 uxp'ej
4 chänp'ej
5 jo'p'ej
6 wäkp'ej
7 wukp'ej
8 waxäkp'ej
9 bolomp'ej
10 lujump'ej
11 junlujump'ej
12 cha'lujump'ej
13 uxläjump'e
14 chänlujump'ej
15 jo'lujump'ej
16 wäklujump'ej
17 wuklujump'ej
18 waxäklujump'ej
19 bolomlujump'ej
20 junk'al